# Hansi Andry
Hansi Andry (geb. Schmid; geboren am 23. Juni 1864 in Imst in Tirol; gestorben am 24. Februar 1946 in München) war eine österreichische Dichterin und Epikerin.

## Werke
- Immergrün oder Ewigdein. Epos. 1926.
- Primula Officinalis. Epos. 1927.
- Cyklamen oder Die Republik der Mütter. Soziales Epos in 12 Gesängen. 1928.
- Unter dem Hollunderbaum. Gedichte. Lindauersche Universitäts-Buchhandlung, München 1929.
- Pappeln, Lorbeer und Cypressen. Künstler-Epos in 12 Gesängen. 1930.
- Traubenblut. Gedichte. 1931.
- Rubinrot. Drei Dolumiten. Dramen, lyrische und andere Gedichte. Salve Regina. Oratorium. 1932.
- Astern. Märchen, Erzählungen und Novellen. Kuether und Beierkuhnlein, München 1933.